# Kaple Nejsvětější Trojice (Pardubice)
Kaple Nejsvětější Trojice stojí západně od centra Pardubic v katastru Svítkov ve čtvrti Svatá Trojice. Čtvrť původně nesla název Přerovsko, ale postupem se pro ni vžil název podle zasvěcení místní kaple.
První dřevěná kaple shodného zasvěcení byla na tomto místě zřízena v roce 1797 v místě výskytu léčivého pramene a to společně s lázněmi. Po jejich úpadku společně s nimi v roce 1860 vyhořela. Téměř okamžitě byla postavena kaple nová, zděná, v pseudogotickém slohu Antonínem Mrňávkem. Každý rok k ní bylo konáno procesí. Ve dvacátém století kaple postupně zchátrala. V roce 1990 sice obdržela novou střešní krytinu, ale od té doby chátrá dál a zarůstá nálety. V roce 2020 se jedná již pouze o zbořeninu bez střechy. Nyní se nachází na soukromém pozemku, technicky je přístupná průchodem mezi zahradami z ulice U Trojice. O jejím dalším osudu jsou vedeny diskuse.

## Galerie

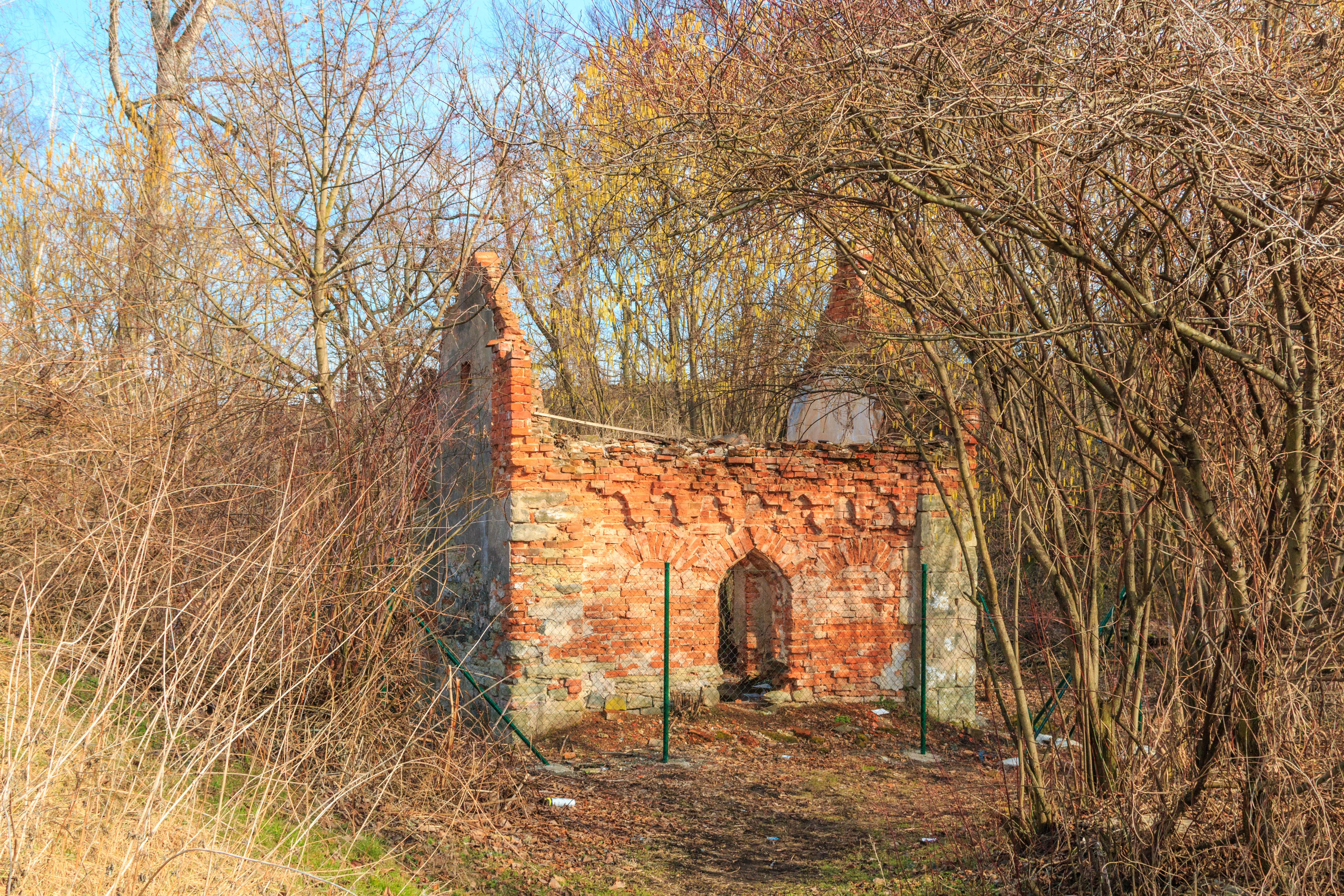
ruina Kaple Nejsvětější Trojice (Pardubice)
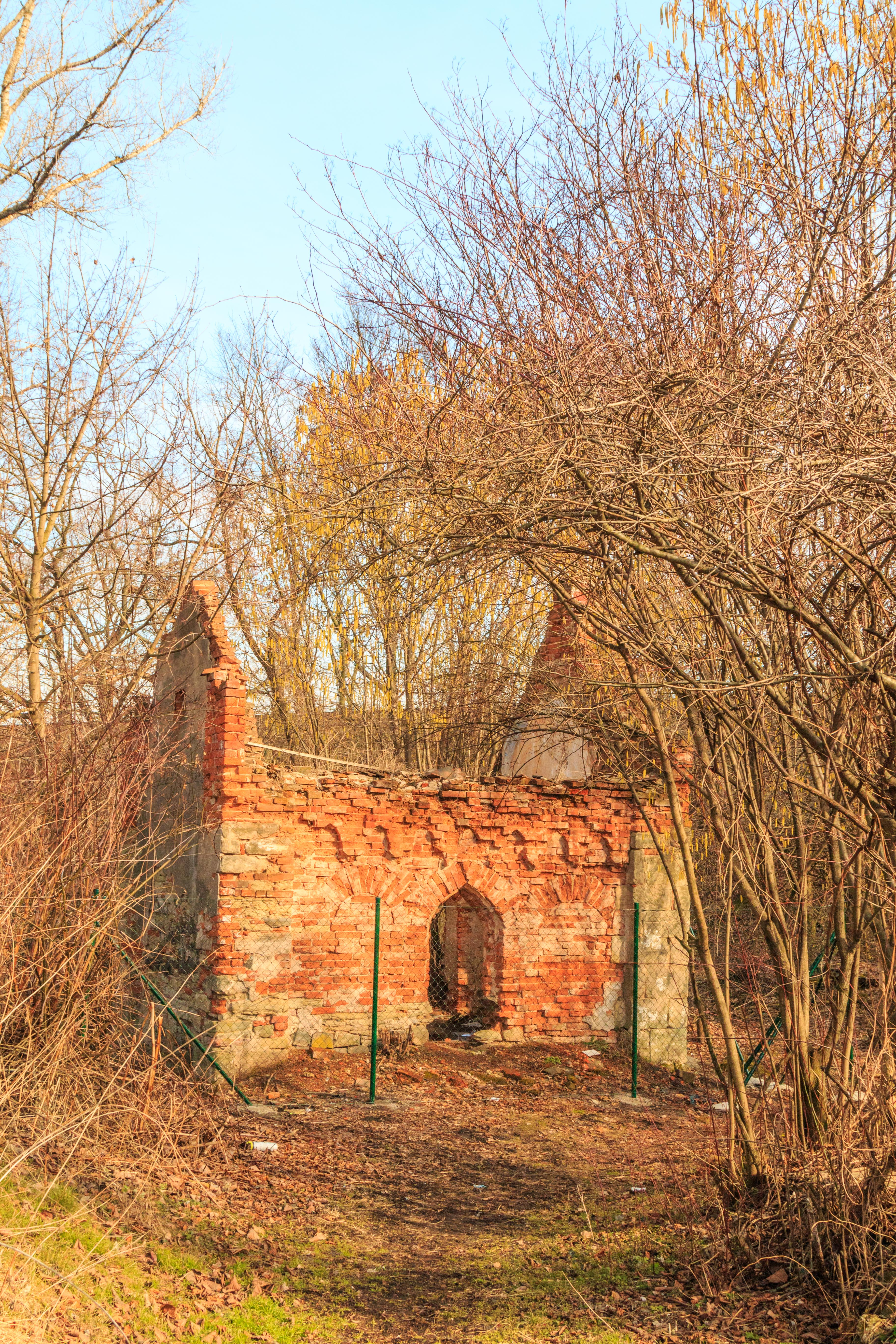
ruina Kaple Nejsvětější Trojice (Pardubice)